# VIIIe législature du Parlement des îles Baléares
La VIIIe législature du Parlement des îles Baléares est un cycle parlementaire du Parlement des îles Baléares, d'une durée de quatre ans, ouvert le 7 juin 2011 à la suite des élections du 22 mai précédent, et clos le 30 mars 2015.

## Bureau
| Poste                  | Titulaire                    | Parti | Parti | Circonscription |
| ---------------------- | ---------------------------- | ----- | ----- | --------------- |
| Président              | Pere Rotger                  |       | PP    | Majorque        |
| Président              | Margalida Durán (18/12/2012) |       | PP    | Majorque        |
| Premier vice-président | Pere Palau                   |       | PP    | Ibiza           |
| Second vice-président  | Antonio Diéguez              |       | PSOE  | Majorque        |
| Première secrétaire    | Eulàlia Llufriu              |       | PP    | Minorque        |
| Seconde secrétaire     | Joana Barceló                |       | PSOE  | Minorque        |

## Groupes parlementaires
| Nom | Nom                                                        | Début | Fin | Porte-parole                                     |
| --- | ---------------------------------------------------------- | ----- | --- | ------------------------------------------------ |
|     | Groupe populaire                                           | 35    | 34  | Margalida Cabrer                                 |
|     | Groupe socialiste                                          | 19    | 18  | Rosamaria Alberdi Francina Armengol (27/06/2011) |
|     | Groupe PSM-Iniciativa Verds-Entesa Groupe MÉS (06/02/2013) | 5     | 5   | Gabriel Barceló                                  |
|     | Non-inscrits                                               | -     | 2   | -                                                |

## Commissions parlementaires
| Commission                                                    | Président                       | Parti | Parti | Circonscription |
| ------------------------------------------------------------- | ------------------------------- | ----- | ----- | --------------- |
| Commissions permanentes législatives                          |                                 |       |       |                 |
| Commission des Affaires institutionnelles et générales        | Alejandro Sanz                  | PP    |       | Minorque        |
| Commission des Affaires sociales et des Droits humains        | Asunción Pons                   | PP    |       | Minorque        |
| Commission de l'Économie                                      | Óscar Fidalgo                   | PP    |       | Majorque        |
| Commission des Finances et des Budgets                        | Xico Tarrés                     | PSOE  |       | Ibiza           |
| Commission de la Culture, de l'Éducation et des Sports        | Carolina Torres                 | PP    |       | Ibiza           |
| Commission de l'Environnement et de l'Aménagement territorial | Lourdes Bosch                   | PP    |       | Majorque        |
| Commission de la Santé                                        | María José Bauzá                | PP    |       | Majorque        |
| Commission du Tourisme                                        | Josep Torres                    | PP    |       | Ibiza           |
| Commissions permanentes non-législatives                      |                                 |       |       |                 |
| Commission du Règlement                                       | Pere Rotger                     | PP    |       | Majorque        |
| Commission du Règlement                                       | Margalida Durán (18/12/2012)    | PP    |       | Majorque        |
| Commission du Statut des députés                              | Carlos Veramendi                | PP    |       | Majorque        |
| Commission des Pétitions                                      | María José Bauzá                | PP    |       | Majorque        |
| Commission des Pétitions                                      | Óscar Fidalgo (04/07/2011)      | PP    |       | Majorque        |
| Commission des Affaires européennes                           | Núria Riera                     | PP    |       | Majorque        |
| Commission des Affaires européennes                           | Francisco Mercadal (04/07/2011) | PP    |       | Majorque        |
| Commission du Contrôle de la radiotélévision régionale        | Margalida Durán                 | PP    |       | Majorque        |
| Commission du Contrôle de la radiotélévision régionale        | Carlos Veramendi (21/02/2013)   | PP    |       | Majorque        |

## Gouvernement et opposition
| Candidat              | Date                                    | Vote       |    |      |               | Résultat |
| Candidat              | Date                                    | Vote       | PP | PSOE | PSM-EN/IV/ExM | Résultat |
| José Ramón Bauzá (PP) | 15 juin 2011 (majorité absolue requise) | Oui        | 35 |      |               | 35 / 59  |
| José Ramón Bauzá (PP) | 15 juin 2011 (majorité absolue requise) | Non        |    | 19   | 5             | 24 / 59  |
| José Ramón Bauzá (PP) | 15 juin 2011 (majorité absolue requise) | Abstention |    |      |               | 0 / 59   |

## Désignations

### Sénateurs
| Parti | Parti | Sénateurs désignés           | Voix |
| ----- | ----- | ---------------------------- | ---- |
| PP    |       | José María Rodríguez Barberá | 52   |
| PSOE  |       | Francesc Antich Oliver       | 52   |

- Désignation : 21 juin 2011.
- José María Rodríguez (PP) est remplacé en février 2012 par Maria Antònia Garau Juan avec 33 voix favorables.